# Imperador Romano-Germânico
Imperador Romano-Germânico (historicamente "Imperador dos Romanos") era o título do governante do Sacro Império Romano-Germânico. A partir de uma autocracia na era carolíngia, o título evoluiu para uma Monarquia Electiva escolhido pelos Príncipes-eleitores. Até à Reforma Protestante o Imperador eleito (imperator electus) teria de ser coroado pelo papa antes de assumir o título imperial.
O título englobava o governo do Reino da Germânia e o Reino Itálico. Em teoria, o Imperador Romano-Germânico era primus inter pares ("primeiro entre iguais") entre todos os outros monarcas católico-romanos; na prática, o imperador era tão forte quanto o seu exército e as alianças políticas o faziam.
Varias casas reais europeias, em diferentes momentos da história, tornaram-se os detentores hereditários do título, em especial os membros da Casa de Habsburgo, também conhecida como Casa d'Áustria. Após a Reforma Protestante, muitos dos estados vassalos do império e a maioria dos súditos germânicos eram protestantes, enquanto o imperador continuou católico.
O Sacro Império Romano-Germânico foi dissolvido em 1806 pelo imperador Francisco II (que era desde 1804 também Imperador da Áustria), como resultado das Guerras Napoleónicas.

## Título

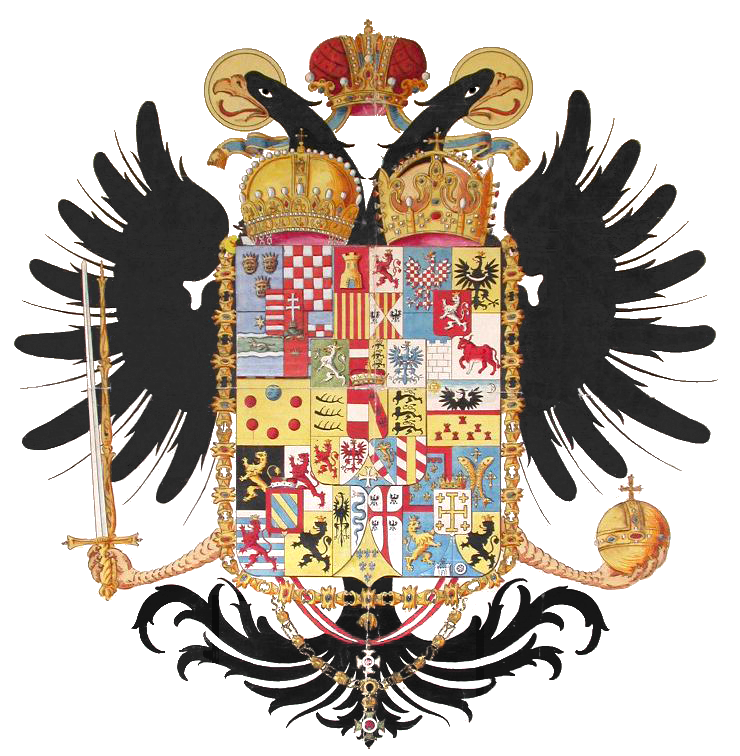
Brasão de armas do imperador romano-germânico José II (1765)

Desde os tempos do imperador romano Constantino que os imperadores romanos tinham tido, com raras exceções, um papel de promotores e defensores da Cristandade.
O título de Imperador caiu em desuso na Europa Ocidental após a deposição de Rómulo Augusto no ano 476. Porém tanto o título como a conexão entre Imperador e Igreja Ortodoxa continuou no Império Romano do Oriente até 1453, data da queda de Constantinopla face às forças do Império Otomano.
No ocidente ,o título de Imperador foi restaurado no ano 800, o que também renovou a ideia de cooperação entre o imperador e o papa. Com o crescimento do poder do Papado durante a Idade Média, papas e imperadores entraram várias vezes em conflito sobre a administração da Igreja Católica e do próprio império. O mais conhecido conflito ficou conhecido como a Questão das Investiduras, uma disputa durante o século XI entre o imperador Henrique IV e o papa Gregório VII.
Após Carlos Magno ter sido coroado "Imperador dos Romanos" (Imperator Romanorum) pelo papa Leão III, os seus sucessores mantiveram o título até a morte de Berengário I em 924, tendo o título permanecido vacante até à coroação de Otão I em 962. Sob o reinado de Otão e seus sucessores, a maior parte do antigo reino carolíngio da Frância Oriental foi absorvido pelo Sacro Império. Os vários príncipes alemães elegiam entre si o Rei dos Alemães, que seria então coroado "Imperador" pelo papa. Após a coroação de Carlos V, todos os imperadores que lhe sucederam foram intitulados de Imperador Eleito, devido à ausência da coroação por parte do papa; mas, para todos os efeitos práticos, eram simplesmente chamados de "Imperador".
O termo "sacro" ("santo") para referir-se ao novo Império Romano foi usado pela primeira vez em 1157 por Frederico I. Carlos V foi o último Imperador Romano-Germânico a ser de facto coroado pelo papa (1530).
A designação padrão do imperador romano-germânico era "Augusto Imperador dos Romanos" (Imperator Romanorum Augustus). Quando Carlos Magno foi coroado em 800, este foi intitulado como "Sereníssimo Augusto, coroado por Deus, grande e pacífico Imperador, regente do Império Romano," constituindo assim, os elementos de "Sacro" e "Romano" no título imperial. A palavra "sacro" nunca foi usada como parte do título do imperador em documentos oficiais.
A palavra "Romano" foi um reflexo do princípio da translatio imperii (neste caso, restauratio imperii), que consagrava os imperadores romanos-germânicos como os herdeiros do título de imperador do Império Romano do Ocidente, apesar da existência do Império Romano do Oriente.
Analogamente à historiografia de língua portuguesa; a historiografia de língua alemã usa o termo Römisch-deutscher Kaiser ("Imperador Romano-Germânico") para fazer a distinção entre o título de Imperador Romano e o de Imperador Alemão (Deutscher Kaiser).

## Sucessão do Imperador Romano-Germânico

Imperadores da dinastia de Habsburgo e suas famílias

As sucessões na realeza eram controladas por uma variedade de factores complicados. As eleições no Reino da Germânia atribuíam à sua realeza uma sucessão apenas parcialmente hereditária, ao contrário da sucessão em Portugal, ainda que a soberania se mantivesse frequentemente dentro da mesma dinastia até à inexistência de sucessores varões. Alguns estudiosos sugerem que o objectivo das eleições era na prática para resolver conflitos apenas quando a sucessão dinástica não era clara. No entanto este processo significava que o principal candidato teria que fazer concessões, pelas quais os eleitores eram mantidos de lado, o que era conhecido como Wahlkapitulationen (capitulação electiva).
O Colégio Eleitoral foi estabelecido com sete príncipes (três arcebispos e quatro príncipes seculares) pela Bula Dourada de 1356. Este sistema permaneceu até 1648, quando a resolução da Guerra dos Trinta Anos obrigou à adição de um novo eleitor para manter o equilíbrio entre as facções protestantes e católicos no império. Um outro eleitor foi adicionado em 1690, sendo o colégio reorganizado em 1803, apenas três anos antes da dissolução do Império.
Após 1438, o título imperial manteve-se na casa de Habsburgo e de Habsburgo-Lorena, com a breve exceção de Carlos VII, da casa de Wittelsbach. Maximiliano I (Imperador entre 1508-1519) e todos os seus sucessores deixaram de viajar a Roma para serem coroados imperadores pelo papa. Maximiliano intitulou-se assim Imperador Romano Eleito (Erwählter Römischer Kaiser) em 1508, com aprovação papal. Este título foi usado por todos os seus sucessores não coroados, com a excepção de Carlos V, seu sucessor imediato, que foi coroado pelo papa.